# Rutes Ex
Xarxa de carreteres europees de tipus x

## Rutes de classe A
| Rutes E | Es.(*) | Trajecte                                       | Itinerari elbruz.org |
| ------- | ------ | ---------------------------------------------- | -------------------- |
| E01     | -      | Larne (Regne Unit) - Sevilla (Espanya)         | E1                   |
| E03     | -      | Cherbourg (França) - La Rochelle (França)      | E3                   |
| E04     | (*)    | Helsingborg (Suècia) - Tornio-Kemi (Finlàndia) | E4                   |
| E05     | -      | Greenock (Regne Unit) - Algesires (Espanya)    | E5                   |
| E06     | -      | Trelleborg (Suècia) - Kirkenes (Noruega)       | E6                   |
| E07     | -      | Pau (França) - Saragossa (Espanya)             | E7                   |
| E08     | (*)    | Tromsø (Noruega) - Tornio (Finlàndia)          | E8                   |
| E09     | -      | Orleans (França) - Barcelona (Espanya)         | E9                   |

## Rutes de classe B
No existeixen.

## Esmenes: ampliació o modificació de la xarxa
Esmenes a l'acord europeu sobre les grands rutes de tràfic internacional (doc. TRANS/SC.1/2001/3 du 20/07/2001 et TRANS/SC.1/2002/3 du 09/04/2002)
- E04: La secció Tornio - Kemi ( Finlàndia ) fou retirada i es dedica al perllongament de la carretera E8.
- E08: Perllongament Tornio - Kemi - Oulu - Vaasa - Turku ( Finlàndia ), la secció Tornio - Kemi fou traspassada de la carretera E4 en favor de la carretera E8.